# 凯瑟琳·佩特森
凯瑟琳·佩特森（1932年10月31日—）是中国出生的美国儿童文学作家，1998年国际安徒生作家奖和2006年阿斯特丽德·林格伦纪念奖得主。

## 生平

### 早年经历
1932年10月31日出生于江苏省淮阴县清江浦，父亲是長老宗传教士这使她从小受中国文化影响。1937年，由于全面抗日战争爆发，一家人暂时回到美国避难。
在第二次世界大战期间，她和家人暂住在弗吉尼亚州和北卡罗来纳州等地，最终定居在溫徹斯特他们在13年的时间里搬了15次家。

### 教育
佩特森的母语是中文，因此在学习英文时遇到了很多困难，特别是阅读和写作方面。她克服了这些困难，并于1954年以最优等成绩毕业于布里斯托爾国王大学。毕业后在弗吉尼亚州一所乡村小学支教了一年。之后在里士满长老会基督教教育学院攻读硕士学位，学习圣经和基督教教育学。毕业后原本希望去中国传教，但是当时中国政府禁止西方传教士入境。在一位朋友的推荐下，她来到日本。

### 写作生涯
1964年，她在美国長老宗教会教堂开始了自己的写作生涯，主要为五年级和六年级的小学生学生编写教材。1973年出版了第一本历史小说《菊花的标志》，背景是中世纪时期的日本。
她的成名作是1977年的少年小说《通往泰瑞比西亞的橋》，其主题曾引起过巨大争议。

### 近况
凯瑟琳·佩特森目前是非营利组织美国国家儿童图书联盟的副会长。她的丈夫约翰·巴斯托·佩特森是一位退休的长老会牧师，已经于2013年逝世。她有四个孩子。
2010年至2011年担任美国國會圖書館国家青年文学大使。

## 写作风格
在佩特森的小说中，年轻的主人公面临着危险，他们通过冒险学会了如何通过牺牲自我而获得胜利。与其他少年小说作者不同，佩特森小说故事主题往往与死亡等成人世界的话题密切相关。虽然主人公历经千辛万苦，结局却不是那么的美好。故事中的许多情节来自她的真实生活经历，如童年时代因语言问题被同学疏远时的孤独心理。

## 主要作品与奖项
| 原作名                    | 中文译名               | 首版年份 | 获奖情况                                                    |
| ------------------------- | ---------------------- | -------- | ----------------------------------------------------------- |
| Of Nightingales That Weep | 《夜莺哭泣时》         | 1974年   | 1994年凤凰奖                                                |
| The Master Puppeteer      | 《木偶师傅》           | 1975年   | 1977年美國國家圖書獎；1977年美国侦探作家俱乐部艾伦·坡特别奖 |
| Bridge to Terabithia      | 《通往泰瑞比西亞的橋》 | 1977年   | 1977年纽伯瑞奖                                              |
| The Great Gilly Hopkins   | 《养女基里》           | 1978年   | 1979年美國國家圖書獎                                        |
| Jacob Have I Loved        | 《我和我的双胞胎妹妹》 | 1980年   | 1981年纽伯瑞奖                                              |

## 改编
《通往泰瑞比西亞的橋》两次被改编为电影，最知名的是2007年上映的《尋找夢奇地》。
《养女基里》在2015年被改编为同名电影。台灣中文片名譯作《找路回家的哈金》。